# سيمون ريفن
سيمون ريفن (بالإنجليزية: Simon Raven)‏ (28 ديسمبر 1927 - 12 مايو 2001)؛ كاتب سيناريو وروائي بريطاني. درس في كلية الملك في كامبريدج.

## روابط خارجية
- سيمون ريفن على موقع IMDb (الإنجليزية)
- سيمون ريفن على موقع الموسوعة البريطانية (الإنجليزية)
- سيمون ريفن على موقع ألو سيني (الفرنسية)
- سيمون ريفن على موقع أول موفي (الإنجليزية)
- سيمون ريفن على موقع قاعدة بيانات الأفلام السويدية (السويدية)
- سيمون ريفن على موقع قاعدة بيانات الفيلم (الإنجليزية)
- سيمون ريفن على موقع كينوبويسك (الروسية)